# الطريفاوي
بلدية طريفاوي هي إحدى بلديات ولاية الوادي في الجزائر، تتبع إداريا لدائرة حاسي خليفة,انبثقت عن التقسيم الاداري لسنة 1984، تقع في الجهة الشرقية من الولاية، وتبعد عن عاصمة الولاية بحوالي 9 كيلومتر، وتتكون هذه البلدية من أربع تجمعات سكانية هي : طريفاوي مقر البلدية، ليزيرق، الخبنة وقرية الصحين، تمتاز هذه البلدية بالطابع الفلاحي وخاصة زراعة النخيل، كما اشتهرت مؤخرا بزراعة المحاصيل الصناعية كالبطاطا والفول السوداني، بالإضافة لزراعة الطماطم والفلفل داخل البيوت البلاستيكية.